# Kanton Beaune
Der Kanton Beaune ist seit 2015 eine französische Verwaltungseinheit im Département Côte-d’Or in der Region Bourgogne-Franche-Comté. Er umfasst eine Gemeinde im Arrondissement Beaune, sein Hauptort (frz.: bureau centralisateur) ist Beaune.

## Gemeinden
Der Kanton besteht aus der Gemeinde Beaune mit insgesamt 20.233 Einwohnern (Stand: 1. Januar 2022) auf einer Gesamtfläche von 31,30 km²